# アロッタファジャイナ
アロッタファジャイナは日本の劇団。2004年1月、松枝佳紀作・演出『ナツヨイの恋歌（こいうた）』で旗揚げ。
日本銀行出身の松枝が立ち上げる。美女・美少女を多数出演させる映像的な公演を行う。松枝が脚本を書く映画やTVドラマには必ず劇団員が出演する。他劇団や芸能事務所に所属している俳優・女優も参加する。
松枝は映画監督那須博之の弟子。那須が死去した2005年は活動を停止していた。映画監督金子修介とも親交が深い。木村俊樹と組んで、映画監督をそろえた俳優のためのワークショップを不定期に開催している。

## メンバー
- 松枝佳紀 - 主宰で作・演出を手掛ける。もと日本銀行キャリア。映画やTVドラマのシナリオも手がける。
- ナカヤマミチコ - 役者。制作を兼任。旗揚げより参加。占い師。
- 青木奈々 - 役者。『アブレボ～僕らの純愛革命～』より参加。

## 公演
- 旗揚げ公演『ナツヨイの恋歌（こいうた）～お兄ちゃんソコは違うの～』（2004年1月20日～25日、渋谷ギャラリールデコ）
- 第2回公演『ダンス・ダンス・ベイビー・ダンス～飛び出せ胎児！ぶっちゃけ悪の起源論～』（2004年4月27日～5月2日、渋谷ギャラリールデコ、出演：片瀬まひろほか）
- 第3回公演『ベジタリアン・サマー』（2004年7月2日～4日、新宿pamplemousse、出演：根岸絵美、広澤葵、レイヨナ、西村紗也禾、吉野響子、谷口大介ほか）
- 第4回公演『わたしは真悟』（2004年10月26日～31日、高田馬場アートボックスホール、原作：楳図かずお、監修：那須博之、出演：上野未来、楳図かずお、根岸絵美、谷口大介、広澤葵ほか）
- 第5回公演『ダンス・ダンス・ベイビーダンス～世界終焉5秒前に僕らが幸せになる方法～』（2005年1月14日～16日、新宿シアターブラッツ、出演：上野未来、根岸絵美ほか）
- 番外公演『アブレボ～僕らの純愛革命～』（2005年9月7日～11日、乃木坂シアター＆カンパニー コレド、演出：高原秀和、作：高原秀和・松枝佳紀、出演：永田奈津子、畠山佳子、安川結花、藤村あさみほか）
- 第6回公演『錆びた少女』（2006年6月13日～18日、ザムザ阿佐谷、出演：広澤葵、松崎裕、安川結花ほか）
- 第7回公演『偽伝、樋口一葉』（2006年12月6日～10日、新宿シアターモリエール、監修：金子修介、オープニングムービー：新生璃人、出演：満島ひかり、広澤葵、俊藤光利、安川結花、渡来敏之、今橋由紀、野上智加、岡村麻純、国吉梨奈ほか）
- 第8回公演『1999.9年の夏休み』（2007年4月6日～10日、吉祥寺シアター、スーパーバイザー：金子修介、オープニングムービー：新生璃人、出演：須藤温子、橋本愛実、阪田瑞穂、本田有花、安川結花ほか）
- 番外公演『君といた夏 ～アロッタ夏祭り 2007～』（2007年8月28日～9月2日、渋谷ギャラリールデコ）
  - 松枝組公演『農業少女』（演出：松枝佳紀、作：野田秀樹、出演：満島ひかり、岡村麻純、藤澤よしはる、山本律麿、ナカヤマミチコ、伊藤紗代、松崎裕）
  - 野木組公演『月落トのみなも』（演出・作：野木太郎、出演：野木太郎、滝野裕美、井川千尋、近石博昭、峯尾晶、秋山裕美）
  - 藤澤組公演『一日の必要量の1/3のコント』（演出・作：藤澤よしはる、出演：藤澤よしはる、大石綾子、斉藤新平）
  - 新津組公演『夏に遅れます』（演出・作・出演：新津勇樹（吉本新喜劇）、西島浩輔（吉本新喜劇））
  - 安川組公演『恋。』（構成・演出：松枝佳紀・安川結花、出演：安川結花）
- 番外公演『クリスマス、愛の演劇祭』（2007年12月11日～16日、渋谷ギャラリールデコ）
  - 松枝組公演『スノー・グレーズ』（作・演出：松枝佳紀、出演：安川結花、原田健二、ナカヤマミチコ、井川千尋、峯尾晶）
  - 野木組公演『青い雪、カナヅチで叩いたら割れてしまった夜空』（演出・作：野木太郎、出演：滝野裕美、福島千紘、松浦明日香、中島康善、倉持翔）
  - 藤澤組公演『一日の必要量の1/3のコント（ふゆ）』（演出・作：藤澤よしはる、出演：大石綾子、藤澤よしはる、山本律磨、空風ビュービュー）
  - 新津組公演『一回無死満塁の愛』（作・演出：西島浩輔（吉本新喜劇）、出演：森田ゆき、新津勇樹（吉本新喜劇）、西島巧輔（吉本新喜劇））
  - 青木（姉）組公演『リスボン』（作・演出：青木ナナ、出演：吉田佳代、綾瀬マルタ、柏木サナ、赤坂卓郎、青木ナナ）
  - 青木（弟）組公演『地下室の労働者』（作・演出：青木康浩、出演：磯村智彦、井出一樹、大久保岳、島村彩也香、杉本哲朗、八幡夏美）
- 番外公演ラフプレー第1弾『GoldenWeeeek!!!』（2008年4月23日～27日、渋谷ギャラリールデコ）
  - 松枝組公演『ゴールデンウィークにお芝居を』（作・演出：松枝佳紀、出演：安川結花、ナカヤマミチコ、峯尾晶、伊藤紗代、若宮亮、金子優子、木田友和、加藤沙織）
  - 藤澤組公演『みつ子の魂、あくまで』（演出・作：藤澤よしはる、出演：青木ナナ、大石綾子、近石博昭、山本律磨、藤澤よしはる）
  - 新津組公演『罪悪感から出た軽い会釈』（作・演出：新津勇樹、石走理子、のしほラディン、出演：新津勇樹、石走理子、のしほラディン）
- アロッタファジャイナ番外公演〈乃木組〉『対角線に浮かぶソネット』（2008年5月16日～18日、参宮橋シアタートランスミッション、作・演出：乃木太郎、監修：松枝佳紀、出演：滝野裕美、加藤沙織、伊藤正寛、峯尾晶、中島康善、近石博昭、福島千紘、島村彩也香、荒木昌代、根本のりか）
- 第9回公演『ルドンの黙示』（2008年8月20日～24日、新国立劇場小劇場、出演：柳浩太郎、篠田光亮、満島ひかり、安川結花、川口覚、玉井夕海、かりん、ナカヤマミチコ、原田健二、植木紀世彦、三元雅芸、野上智加、江口ヒロミ、岡村麻純、立花彩野、新津勇樹、乃木太郎、峯尾晶、近石博昭、中島康善、のしほラディン、山本律磨、青木ナナ、井川千尋、金子優子、加藤沙織、角田菜穂、吉田佳代、藤村あさみ、若宮亮、竹内勇人、木田友和、元吉庸泰、太田守信、磯村智彦、前島謙一）
- 第10回公演『今日も、ふつう。』（2008年12月10日～14日、新宿シアターモリエール、出演：安川結花、阪田瑞穂、橋本愛実、山川紗弥、清浦夏実、ナカヤマミチコ、三元雅芸、青木ナナ、乃木太郎、井川千尋、峯尾晶、斎藤新平、竹内勇人、木田友和、加藤沙織、山本律磨、貞方邦介、菅野貴夫、三坂知絵子）
- 第11回公演『偽伝、ジャンヌ・ダルク』（2009年4月7日～14日、池袋シアターグリーンBaseシアター、出演：安川結花、ナカヤマミチコ、乃木太郎、峯尾晶、花音、菅野貴夫、若宮亮、加藤沙織、井川千尋、斉藤新平、竹内勇人、白木あゆみ）
- 第12回公演『溺れる家族』（2009年7月23日～27日、新宿タイニィアリス、出演：安川結花、永池南津子、野口雅弘、原田健二、ナカヤマミチコ、太田守信、和知龍範、青木ナナ、井川千尋、峯尾晶、斉藤新平、雨坪春菜、長坂しほり）
- 番外公演『11月戦争とその後の6ヶ月』（2009年11月23日～29日、渋谷ギャラリールデコ）
  - 『11月戦争とその後の6ヶ月』（脚本・演出：松枝佳紀、出演：安川結花、鈴木信二、井川千尋、多田あさみ、峯尾晶、斉藤新平）
  - 『王国』（脚本：金子鈴幸、演出：松枝佳紀、出演：野口雅弘、青木ナナ、藤崎紫、金子鈴幸）
  - 『影のあるオンナ』（脚本・演出：藤澤陽雨、出演：ナカヤマミチコ、大石奇味、藤澤陽雨）
- 『ヴィヨンの妻』（2010年9月30～10月10日企画公演『ProjectBUNGAKU太宰治』、八幡山ワーサルシアター、原作：太宰治、脚本・演出：松枝佳紀、出演：伊藤えみ、竹内勇人、岩見よしまさ、ナカヤマミチコ、青木ナナ、木田友和、辻井拓、花邑沙希、峯尾晶）
- 『日本の終わり』（2011年11月27日～12月4日企画公演『日本の問題』、中野ザ・ポケット、脚本・演出：松枝佳紀、出演：西村優奈、阿部侑加、松浦希美、白勢未生、西谷尊典、若月里菜、ナカヤマミチコ、佐々木美奈、泊帝、神山武士、西村誠太、西村壮悟）
- 音楽劇『銀河鉄道の夜』（2012年4月8日、青松寺観音聖堂、原作・作詞・作曲：宮沢賢治、脚本・演出：松枝佳紀、出演：西村優奈、縄田智子、寺田有希、ナカヤマミチコ、演奏：小栗慎介（ボーカル）、ゆりまる（ピアノ）、小林幸太郎（チェロ）、絵：清川あさみ）
- 第13回公演『国家～偽伝、桓武と最澄とその時代～』（2013年3月27日～3月31日、新国立劇場小劇場、出演：遠藤雄弥、河合龍之介、本仮屋リイナ、山田悠介 (俳優)、真山明大、坂口りょう、南羽翔平、縄田智子、神木優、平子哲充、池内ひろ美、川上史津子、小日向えり、ナカヤマミチコ、藤波心、赤星満、市場紗蓮、内田明、江藤修平、神山健太、周本絵梨香、田中結花、中山絵莉香、畠山智行、森野美咲、八木麻衣子、渡部直也、荒戸源次郎）
- 音楽劇『田中くんと猫と毎日のぼく』（2013年4月7日、青松寺観音聖堂、脚本・演出：松枝佳紀、出演：田中結花、市場紗蓮、縄田智子、八木麻衣子、ナカヤマミチコ、演奏：ゆりまる（ピアノ））
- 番外公演『被告人～裁判記録より～』（2013年8月27日～9月1日、渋谷ギャラリールデコ、翻案・演出：松枝佳紀、出演：石原尚大、内田明、宇野愛海、大森勇一、於保佐代子、笹岡征矢、塩顕治、平子哲充、ナカヤマミチコ、縄田智子）
- 番外公演『かもめ～21世紀になり全面化しつつある中二病は何によって癒されるのか、あるいはついに癒しえないのか、についての一考察～』（2014年2月26日～3月2日、渋谷ギャラリールデコ、作：アントン・チェーホフ、翻案・演出：松枝佳紀、出演：内田明、塩顕治、縄田智子、宇野愛海、宮本行、秋山昌赫、香元雅妃、中田顕史郎、石原尚大、辻しのぶ）
- 第14回公演『安部公房の冒険』（2014年8月23日～8月31日、新国立劇場小劇場、演出：荒戸源次郎、脚本：松枝佳紀、出演：佐野史郎、縄田智子、辻しのぶ、内田明）

## DVD
- 第2回公演『ダンス・ダンス・ベイビー・ダンス～飛び出せ胎児！ぶっちゃけ悪の起源論～』[1]
- 第3回公演『ベジタリアン・サマー』[1]
- 第4回公演『わたしは真悟』[1]
- 第6回公演『錆びた少女』[1]
- 第7回公演『偽伝、樋口一葉』[1]（2007年6月）DVD-007
- 第9回公演『ルドンの黙示』[1]（2008年11月4日）
- 第10回公演『今日も、ふつう。』[1]